# Golczewo (gromada)
Golczewo – dawna gromada, czyli najmniejsza jednostka podziału terytorialnego Polskiej Rzeczypospolitej Ludowej w latach 1954–1972.
Gromady, z gromadzkimi radami narodowymi (GRN) jako organami władzy najniższego stopnia na wsi, funkcjonowały od reformy reorganizującej administrację wiejską przeprowadzonej jesienią 1954 do momentu ich zniesienia z dniem 1 stycznia 1973, tym samym wypierając organizację gminną w latach 1954–1972.
Gromadę Golczewo z siedzibą GRN w Golczewie (wówczas wsi) utworzono 31 grudnia 1959 w powiecie kamieńskim w woj. szczecińskim na mocy uchwały nr V/56/59 WRN w Szczecinie z dnia 28 sierpnia 1959. W skład jednostki weszły obszary zniesionych gromad Golczewo I i Golczewo II (zwiększonej o miejscowości Mechowo, Zielonka, Gacko, Międzylesie i Wołowiec) w tymże powiecie.
Pod koniec 1960 w skład gromady Golczewo wchodziły następujące miejscowości: Barnisławice, Dobromyśl, Drzewica, Gacko, Gadom, Golczewko, Golczewo, Gaj, Golczewo Młyn, Kłęby, Kłodzino, Koplino, Mechowo, Międzylesie, Niemica, Ocim, Ronica, Rybaki, Samlino, Upadły, Wołowiec, Zielonka i Żabie.
Gromada przetrwała do końca 1972 roku, czyli do kolejnej reformy gminnej. 1 stycznia 1973 w powiecie kamieńskim reaktywowano zniesioną w 1954 roku gminę Golczewo.